# احمد شفایی
احمد شفایی یا احمد شفاهی (زادهٔ ۱۳۴۷) سرتیپ سپاه پاسداران انقلاب اسلامی است، که هم‌اکنون فرماندهی سپاه سلمان سیستان و بلوچستان را برعهده دارد.
وی فعالیت نظامی را در خلال جنگ ایران و عراق در نیروی زمینی سپاه پاسداران آغاز کرد و مراتب فرماندهی را در لشکر ۵ نصر طی نمود.
شفایی از اوائل دهه ۱۳۹۰ تا سال ۱۳۹۴ فرماندهی تیپ ۸۸ انصارالرضا را برعهده داشت، در فاصله سال‌های ۱۳۹۴ تا ۱۳۹۷ به‌عنوان جانشین فرمانده سپاه انصارالرضا خراسان جنوبی فعالیت می‌کرد، از ۱۳۹۷ تا ۱۳۹۹ جانشین فرمانده سپاه امام رضا خراسان رضوی بود و از آبان‌ماه ۱۳۹۹ فرمانده سپاه سلمان سیستان و بلوچستان است.
او در سال ۱۴۰۱ درجه سرتیپی دریافت کرد. شفایی در سال ۱۴۰۱ به‌دلیل نقض حقوق شهروندان ایرانی و سرکوب اعتراضات ۱۴۰۱ توسط وزارت خزانه‌داری آمریکا تحریم شد.